# Philosophicum (Frankfurt am Main)

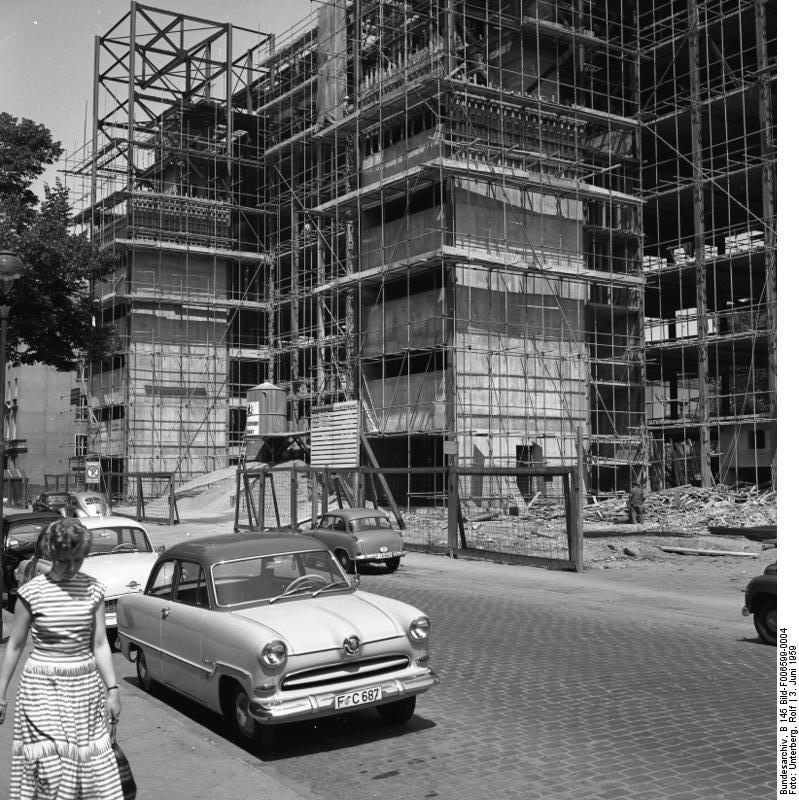
Bau des Philosophicums

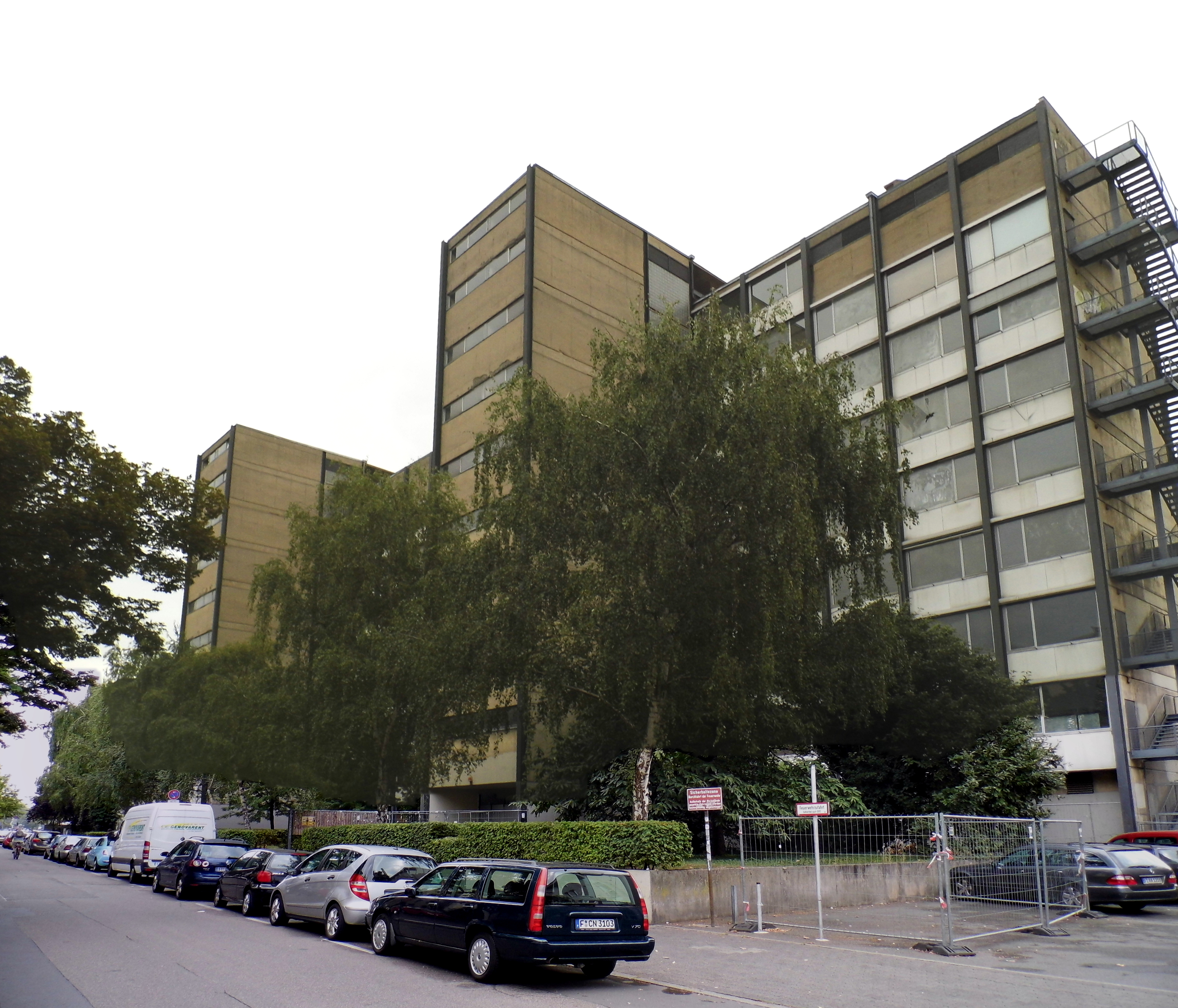
Das Philosophicum 2012

Das Philosophicum ist ein denkmalgeschütztes Gebäude im Stil des Funktionalismus auf dem Campus Bockenheim in Frankfurt am Main. Es war Sitz der philosophischen Fakultät der Johann Wolfgang Goethe-Universität Frankfurt am Main. Das Gebäude in der Gräfstraße 74 und 76 wird für Studentenwohnungen genutzt. Im Rahmen der Umwandlung des Campus Bockenheim nach dem Umzug der Universität auf den Campus Westend wird ein Abriss diskutiert. Das Philosophicum wurde von 1958 bis 1960 gebaut. Es handelt sich um einen von Ferdinand Kramer gemeinsam mit F. Dunkl (Universitätsbauamt) entworfenen Stahlskelettbau mit nicht ummantelten Außenstützen. Die Treppenhäuser und Giebelscheiben sind in Stahlbeton ausgeführt. Das Philosophicum war Teil des Gesamtplans der Universitätsbauten, den Kramer 1952 erarbeitet hatte.

## Das Gebäude
Das Gebäude ist 79,05 Meter breit, 10,58 Meter tief und 32 Meter hoch. Mit seinen 8 Stockwerken war es das erste Hochhaus der Universität. Die Bruttogeschossfläche beträgt 8.600 Quadratmeter. Kramer hatte sich aus Platzgründen für eine Hochhauslösung entschieden. Das Philosophicum war einer der ersten unverkleideten Stahlskelettbauten in Deutschland. Eingesetzt wurde ein bisher in Europa nicht angewendetes Schweißverfahren. Zuvor gab es als unverkleidetes Stahlskelettgebäude nur das 1955 errichtete Bürohaus der VW-Reparaturwerkstatt Voets in Braunschweig. Diese Technik war unerprobt und wurde erst nach Versuchen genehmigt, bei denen getestet wurde, wie sich die Stahlträger im Brandfall verhalten würden. Bei der üblichen Methode, die Stahlträger mit Beton zu verkleiden, schützt der Beton den Stahl vor Hitze. Die Bauweise war durch den Verzicht auf solche Verkleidungen schnell und preisgünstig. Das Stahlskelett wurde in nur drei Wochen gebaut.
Der Grundriss des Hauses besteht aus einem rechteckigen Seminarbau, gegliedert durch Versorgungstürme auf der Straßenseite. Die Fluchttreppe ist der Außenseite der Fassade nach US-amerikanischem Vorbild vorgestellt. Bei der Form des Grundrisses orientierte sich Kramer am Inland Steel Building in Chicago. Die Architektengruppe Skidmore, Owings and Merrill, die dieses Gebäude geplant hatte, hatte 1952 bis 1954 Botschaftsgebäude der USA in Deutschland in Stahlskelettbauweise gebaut. Dazu gehörte auch das amerikanische Generalkonsulat in der nahe gelegenen Siesmayerstraße (Entwurf von SOM mit Otto Apel und Franz Mocken).
Betritt man das Gebäude durch einen der vier Eingänge, so ist das Haus im Inneren genauso unbunt gestaltet wie von außen. Lediglich die Türen sind in grün, blau und rot gehalten, um die einzelnen Institute zu kennzeichnen. Der Rest des Gebäudes und auch das Mobiliar sind ohne bunten Anstrich. Das Haus ist ein typischer Vertreter der Nachkriegsarchitektur. Der bewusste Verzicht auf Zierelemente und der betont funktionale Aufbau sollten den Bruch mit der Zeit des Nationalsozialismus unterstreichen.

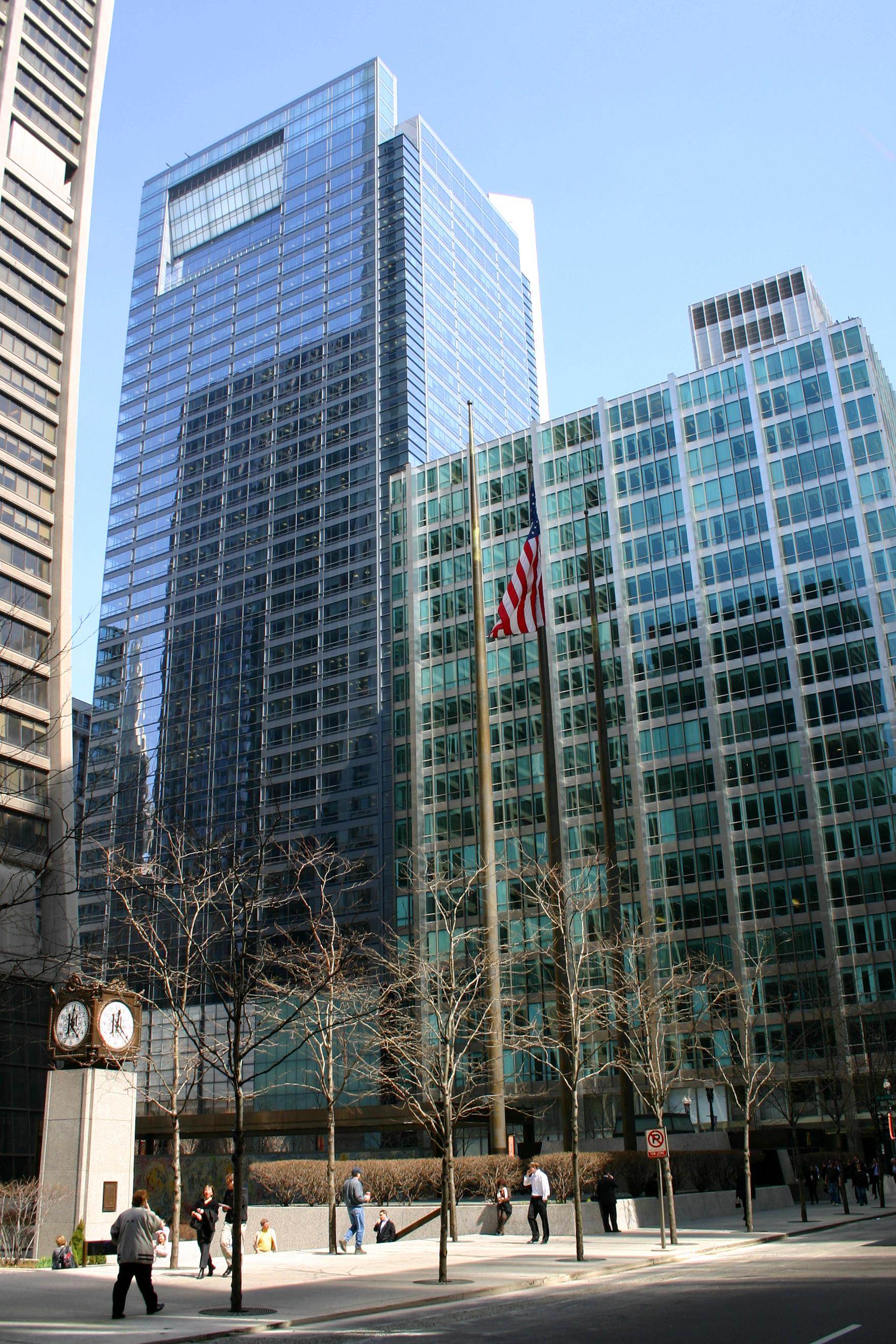
Inland Steel Building
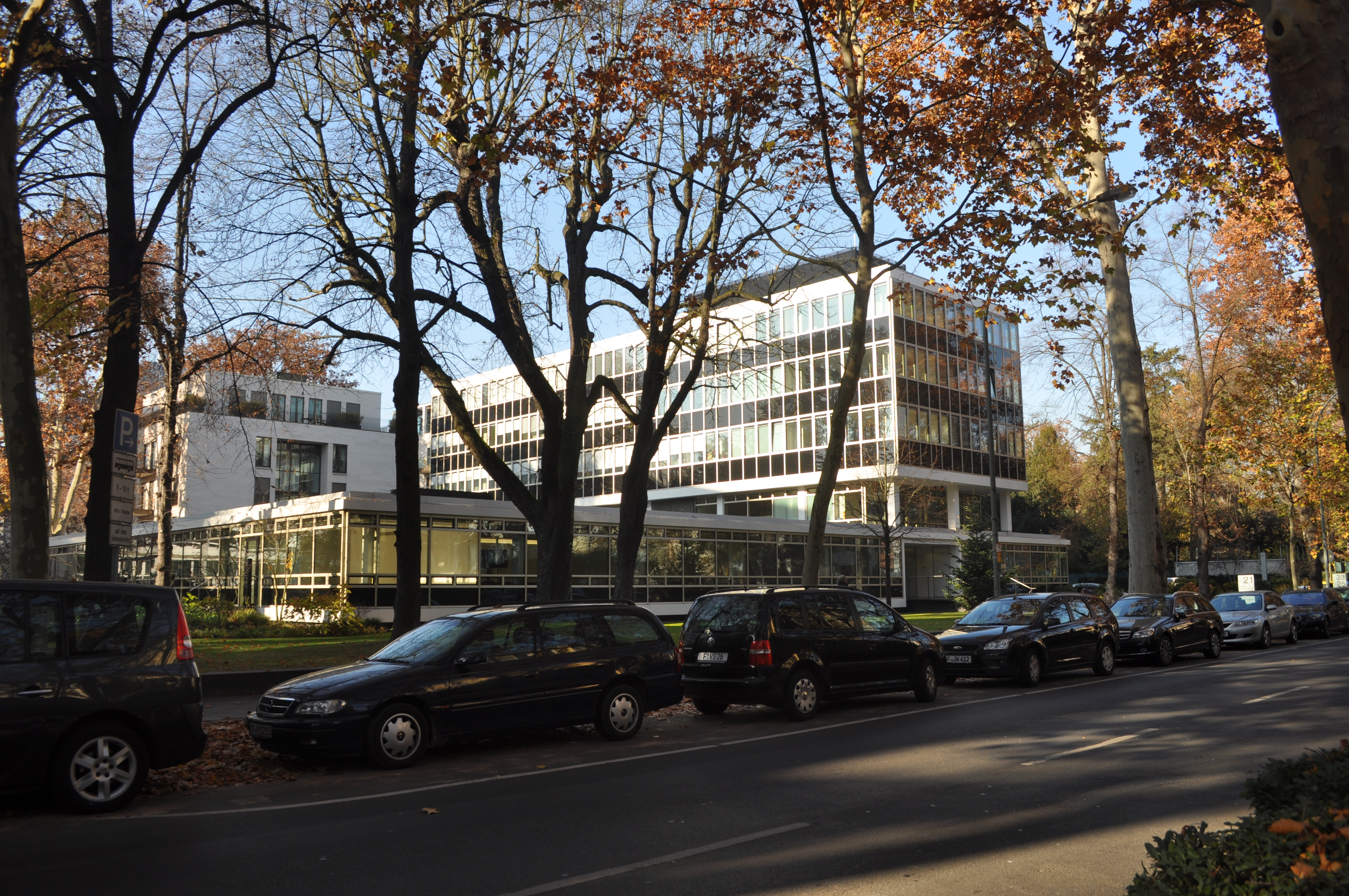
Amerikanisches Generalkonsulat in Deutschland
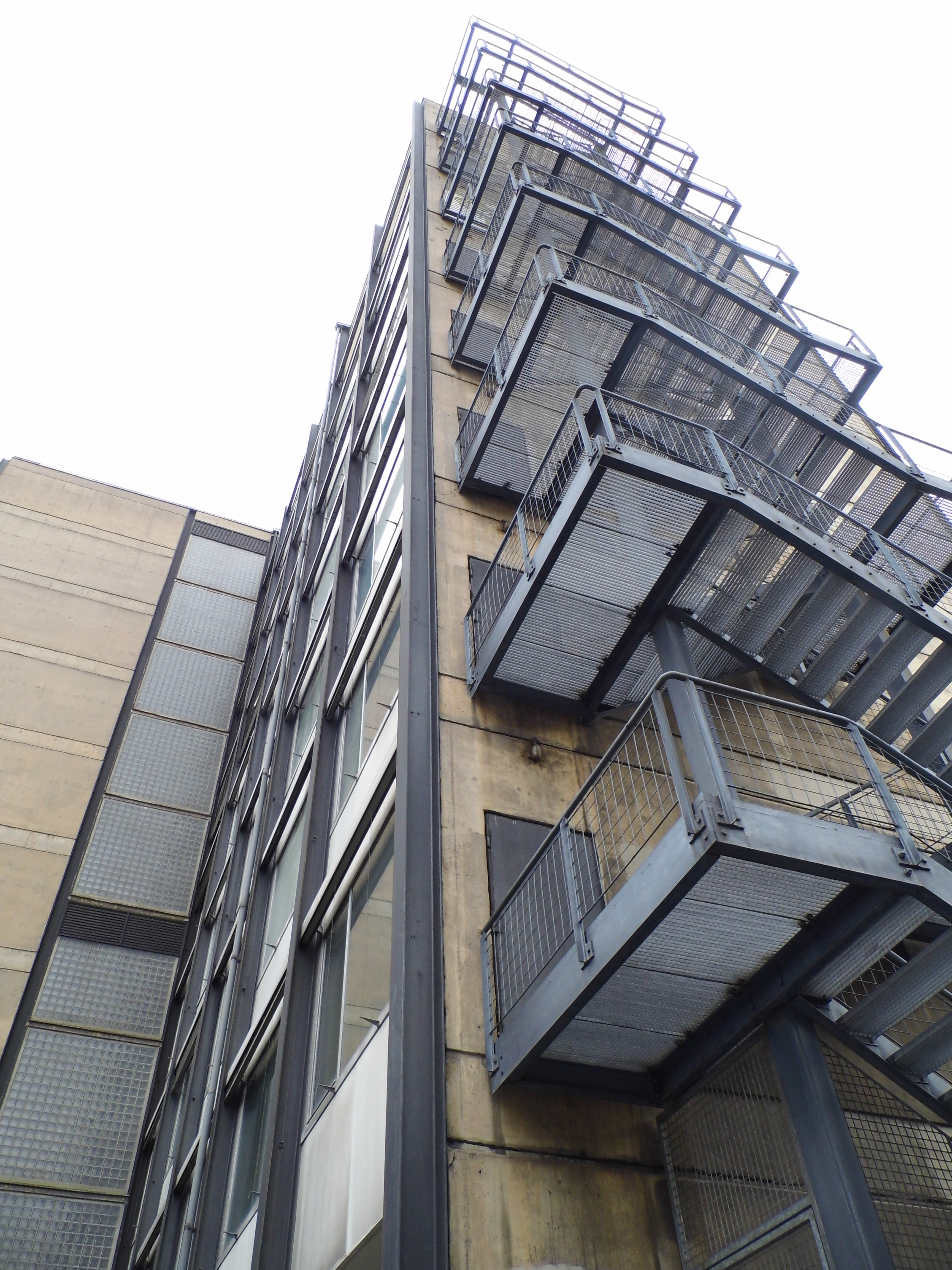
Außenliegende Treppe
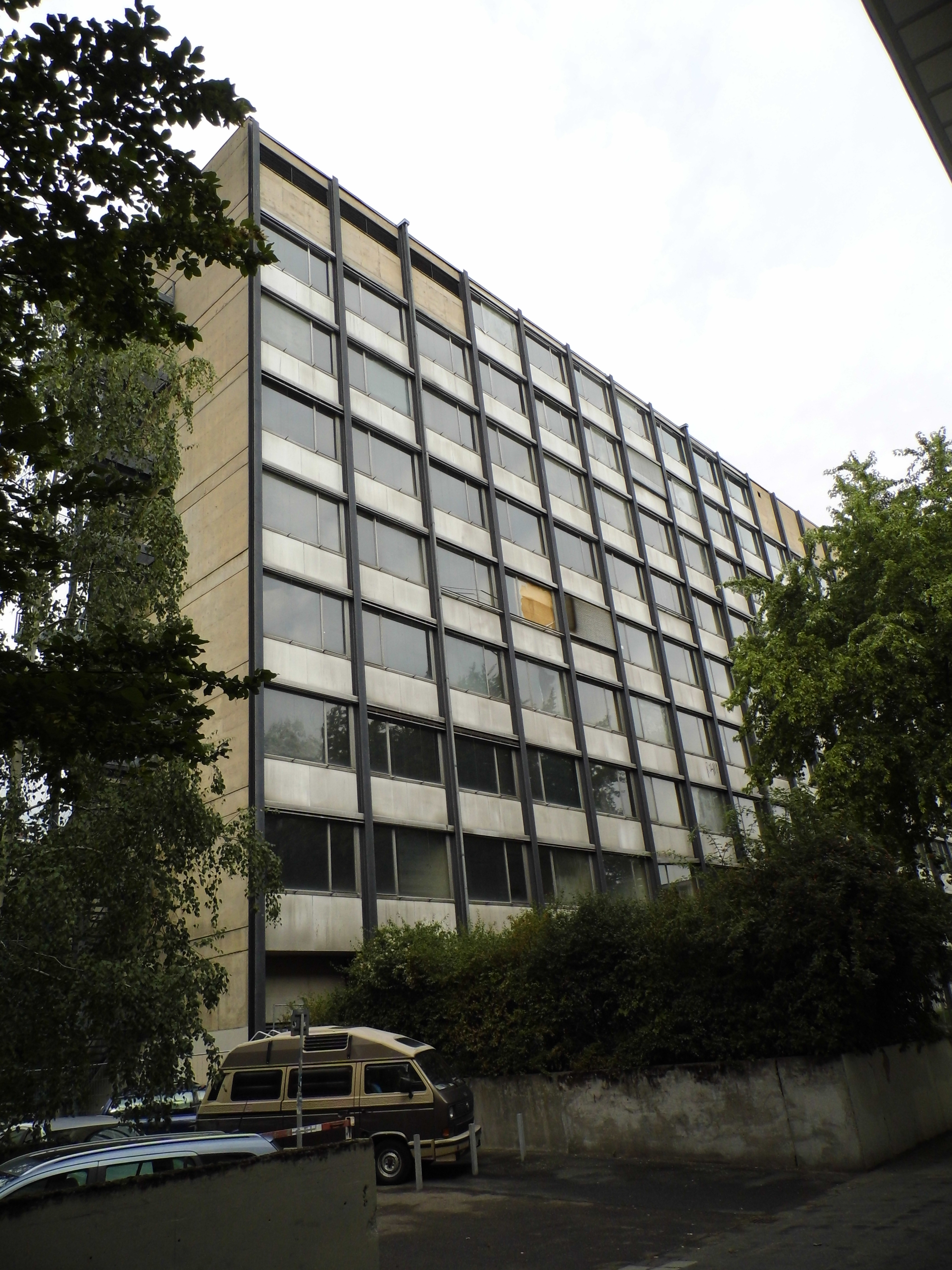
Rückseite

## Rezeption
Gemeinsam mit den Gebäuden der Unibibliothek, der Mensa und dem Institut für Kernphysik wurde auch das Philosophicum vom hessischen Finanzministerium im Jahr 1965 als „vorbildlicher Bau“ ausgezeichnet. In der Fachpresse wurde das Gebäude zwar vorgestellt, die Konzepte wurden jedoch nicht aufgegriffen und nachgeahmt. Unverkleidete Stahlskelettbauten mit nicht ummantelten Außenstützen wurden nach dem Ende der 1950er-Jahre nicht mehr gebaut.
In der Öffentlichkeit stießen Kramers Bauten auf teils heftigen Widerspruch und wurden als hässlich empfunden. Dies ist bis heute der Fall. Die Bewertungen lauten beispielsweise „auffallend hässliche Gebäude aus den sechziger Jahren“ und „Der ästhetische Wert vieler Kramer-Bauten und besonders der grauen Hochhausscheibe Philosophicum ist schwer zu vermitteln“.
Die Architektur-Literatur hebt hingegen die Vorzüge des Hauses hervor. So zeichne sich das Haus aus durch
- den Kontrast der massiven Versorgungstürme gegen die Leichtigkeit des Seminarbaus,
- den strengen Rasterbau, der im obersten Geschoss durch Sichtbetonflächen unterbrochen wird,
- die Fluchttreppen als Ausdruck einer Ästhetisierung der Technik,
- den Hell-Dunkel-Kontrast zwischen den dunklen Fenstern und weißen Brüstungsplatten, der sich nachts in ein Negativ wendet, wenn die Fenster erleuchtet und die Brüstungsplatten dunkel sind.[4]

Seit dem Jahr 2000 wurden eine Reihe von Kramer-Bauten, darunter auch das Philosophicum vom Landesamt für Denkmalschutz als Kulturdenkmal geführt. Die entsprechende Mitteilung an den Eigentümer für das Philosophicum datiert aus diesem Jahr.

## Diskussion über Nachnutzung oder Abriss
Mit dem Umzug der Universität auf den Campus Westend wurde das Gebäude geräumt. Es wurde zwischenzeitlich als Möbellager benutzt und stand leer. Der bauliche Zustand war schlecht. Das Land Hessen verkaufte das Gebäude an die mehrheitlich städtische Wohnungsbaugesellschaft ABG, die auf dem Campus ein gemischt genutztes Stadtquartier, den sogenannten Kulturcampus, entwickeln sollte. Die ABG Holding beauftragte das Ingenieurbüro Bollinger und Grohmann, die Möglichkeiten des Umbaus in ein Wohngebäude zu prüfen. Das Ingenieurbüro bezifferte die Kosten mit 15,2 Millionen Euro, womit ein derartiger Umbau nicht wirtschaftlich sei. Dieser Einschätzung widersprach Landeskonservator Heinz Wionski. Außerdem warb seit einigen Jahren die Projektgruppe Philosophicum für den Erhalt und die soziale Umnutzung des Philosophicums als Wohnprojekt für bis zu 150 Menschen sowie soziales Gewerbe.
Um den 1. Juli 2012 herum kam es zur Besetzung des Gebäudes, um auf fehlenden Wohnraum und den Erhalt des Gebäudes aufmerksam zu machen. Nachdem sich die Stimmen in Politik und Öffentlichkeit für den Erhalt mehrten, stand Ende 2013/Anfang 2014 eine Entscheidung über die Zukunft des Gebäudes an.

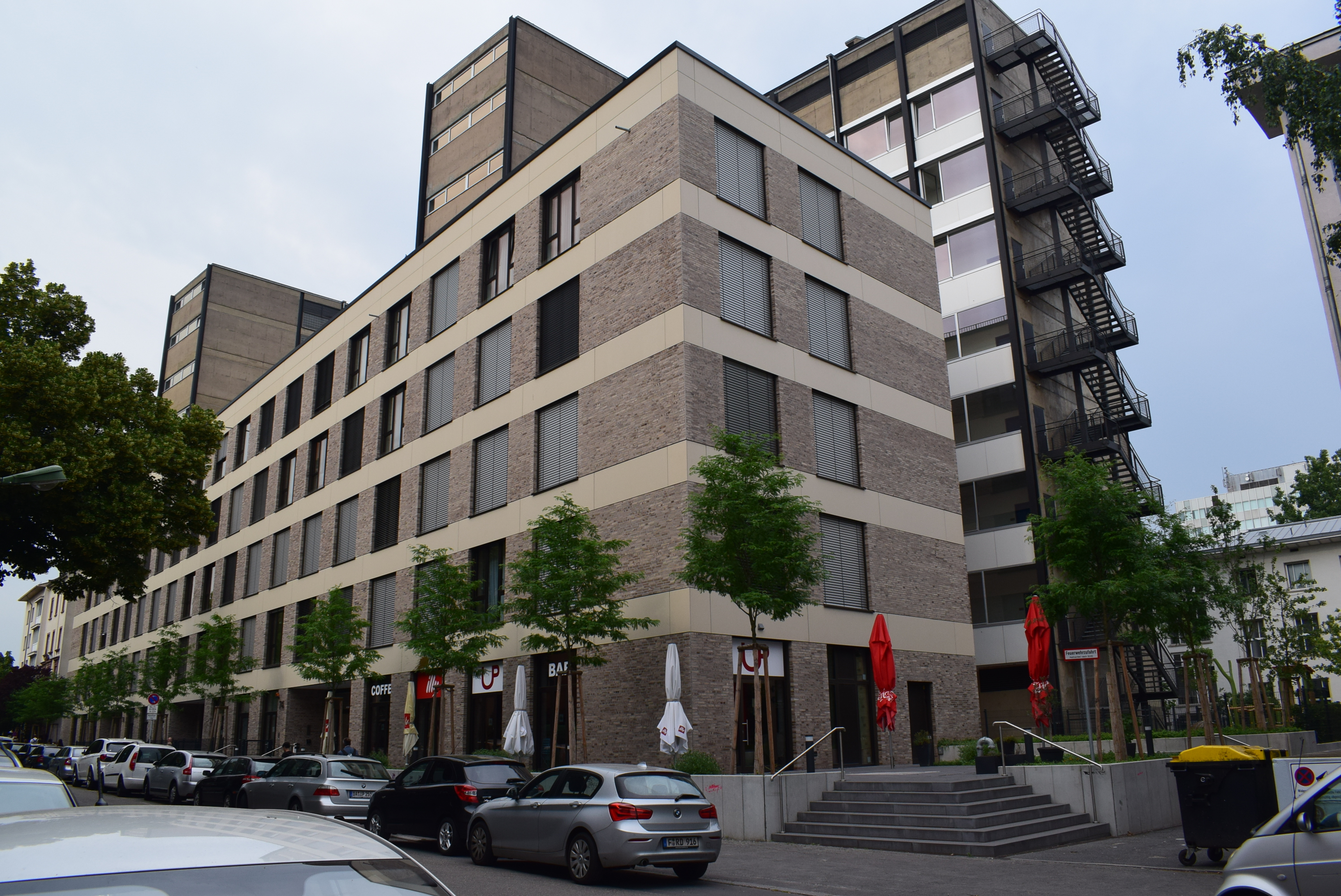
Das Philosophicum nach seiner 2017 abgeschlossenen Sanierung

Am 31. März 2014 einigte sich die Projektgruppe Philosophicum mit dem bisherige Eigentümer, der städtischen Wohnungsbaugesellschaft ABG darauf, das Philosophicum zu kaufen. Das Gebäude sollte für 6,1 Millionen Euro an die Projektgruppe veräußert werden. Damit kamen zwei andere Kaufinteressenten nicht zum Zug, die mit 7,1 beziehungsweise 7,8 Millionen Euro einen deutlich höheren Kaufpreis geboten hatten, als die Projektgruppe. Nachdem die Projektgruppe bis zum vereinbarten Stichtag 30. Juni 2014 es nicht geschafft hatte, eine Finanzierungsbestätigung einer Bank zu beschaffen, scheiterte der Verkauf.
Nach dem gescheiterten Verkauf an die Projektgruppe entstanden im Philosophicum durch den Investor Rudolf Muhr 270 Studentenapartments, die man „aufgrund der sehr hohen Mieten wohl besser als „Mikroapartments“ bezeichnet“. Verantwortlich für die Sanierung und Umgestaltung war das Architekturbüro von Stefan Forster. Dessen Auftraggeber Muhr ist bereits Investor einer weiteren hochpreisigen Apartmentanlage mit sog. serviced Apartments und smart Apartments in Frankfurt am Main an der Adickesallee/Eysseneckstraße. Beide Wohnheime laufen unter dem Namen „The Flag“.

## Projektgruppe Philosophicum
Die Projektgruppe Philosophicum war ein Zusammenschluss von ca. 130 Menschen in Frankfurt am Main, die sich für den Erhalt und die Revitalisierung des Philosophicums einsetzte. Die Projektgruppe plante, in dem denkmalgeschützten, ehemaligen Seminargebäude bezahlbaren Wohnraum für 150 Menschen und Raum für soziale Nutzungen zu schaffen. Hierfür arbeitete sie mit dem Mietshäuser Syndikat zusammen. Nachdem der Kauf des Gebäudes scheiterte, strebt die Gruppe den Kauf eines Hauses im Frankfurter Bahnhofsviertel an.